# 梅納斯奧克斯 (加利福尼亞州)
梅納斯奧克斯（英語：Meiners Oaks）是位於美國加利福尼亞州文圖拉縣的一個人口普查指定地區。

## 地理
梅納斯奧克斯的座標為34°26′59″N 119°16′31″W / 34.44972°N 119.27528°W，而該地最高點為海拔高度126米（即741英尺）。

## 人口
根據2010年美國人口普查的數據，梅納斯奧克斯的面積為3.647平方千米，當中陸地面積為3.647平方千米，而水域面積為0.000平方千米。當地共有人口3751人，而人口密度為每平方千米1,028人。